# 康卡斯特科技中心
康卡斯特科技中心（英語：Comcast Technology Center）是美國費城市中心的一棟摩天大樓，高342公尺，是費城第一高樓、美國第十四高樓，由康卡斯特所擁有。大楼内主要为康卡斯特的办公区，并设有费城康卡斯特中心四季酒店。大樓於2017年11月27日完工，是美國紐約市與芝加哥以外的最高建築物。